# Podanie (literatura)
Podanie – literacki utwór prozatorski, który skupia się na tematyce społecznej. Podanie omawia ważną w danej chwili i w danej społeczności problematykę. Podanie przekazywane jest drogą tradycji ustnej przez wiele pokoleń. Podobnie jak mit i baśń, jest przepełniona elementami fantastyki, podanie ma także związek z wierzeniami ludowymi. Jednak w przeciwieństwie do powyższych gatunków treść podań dotyczy wydarzeń, miejsc, czy też opowiada o legendarnej czy historycznej przeszłości, ważnej dla danego regionu.
Jako gatunek folklorystyczny podanie zaliczane jest do prozy niebajkowej, która charakteryzuje się specyficznym sposobem odzwierciedlania rzeczywistości oraz swoistą organizacją czasu artystycznego (czas otwarty).

## Podział
Wszelkie opowieści wierzeniowe można podzielić pod względem komunikowania treści na dwie grupy:
- przekaz jako relacja z bezpośrednich doświadczeń narratora

wypowiedź przyjmuje formę zwierzenia z przeżyć najbardziej osobistych, ich zobrazowanie i nazwanie następuje zgodnie z regułami myślenia panującymi w danej społeczności
- przekaz jako relacja o powiązaniach człowieka z otaczającym go światem

uogólnienie wiedzy o świecie i jego ocena, synteza doświadczeń społecznych, propagowanie określonych wzorców zachowań i działań

## Podanie dawniej i teraz
Dawne opowiadania wierzeniowe (o utopcach, diabłach, zmorach, błędnych ogniach, skarbnikach, itp.) posiadały wyraźne granice socjalne. Były znane i rozpowszechniane wyłącznie w środowisku wiejskim, później ewentualnie robotniczym.
Współczesne podania wierzeniowe nie posiadają żadnych granic socjalnych. W środowisku miejskim dominują wyraźne tematy związane ze znachorstwem, astrologią, telepatią.